# Concours de sommellerie

Insigne du sommelier.

Un concours de sommellerie est un concours régional, national ou international permettant de sélectionner les meilleurs sommeliers de leur catégorie.
Les épreuves peuvent comporter des dégustations à l'aveugle de vins et de boissons alcoolisées, ainsi que la connaissance des vignobles, service des boissons, culture générale du vin, réglementations du vin, variétés des cépages, techniques de vinification, etc.
Des concours réservés aux professionnels sont régulièrement organisés dans le monde entier.

## Concours internationaux

### Meilleur sommelier du monde

Giuseppe Vaccarini (1978)
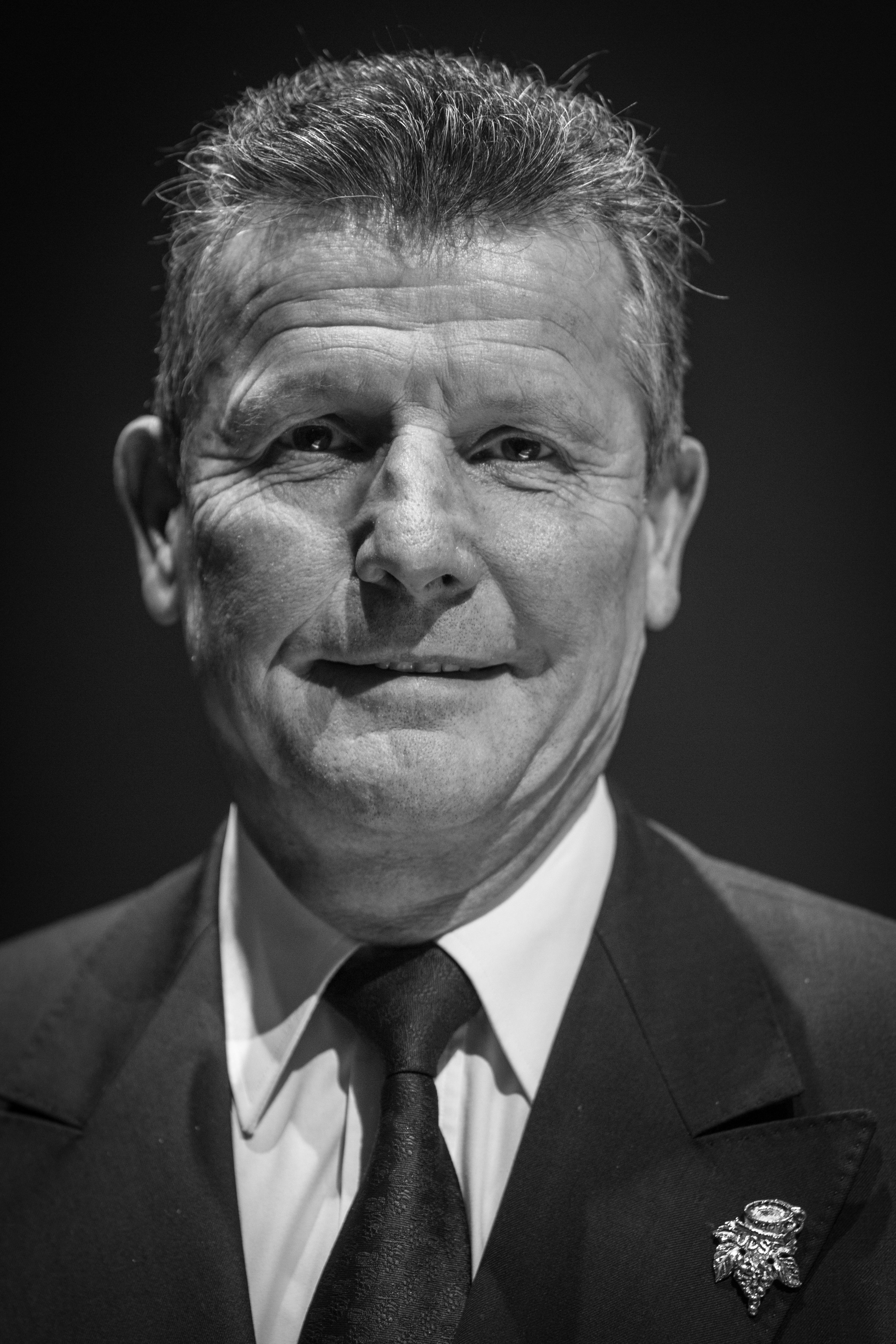
Serge Dubs (1989)
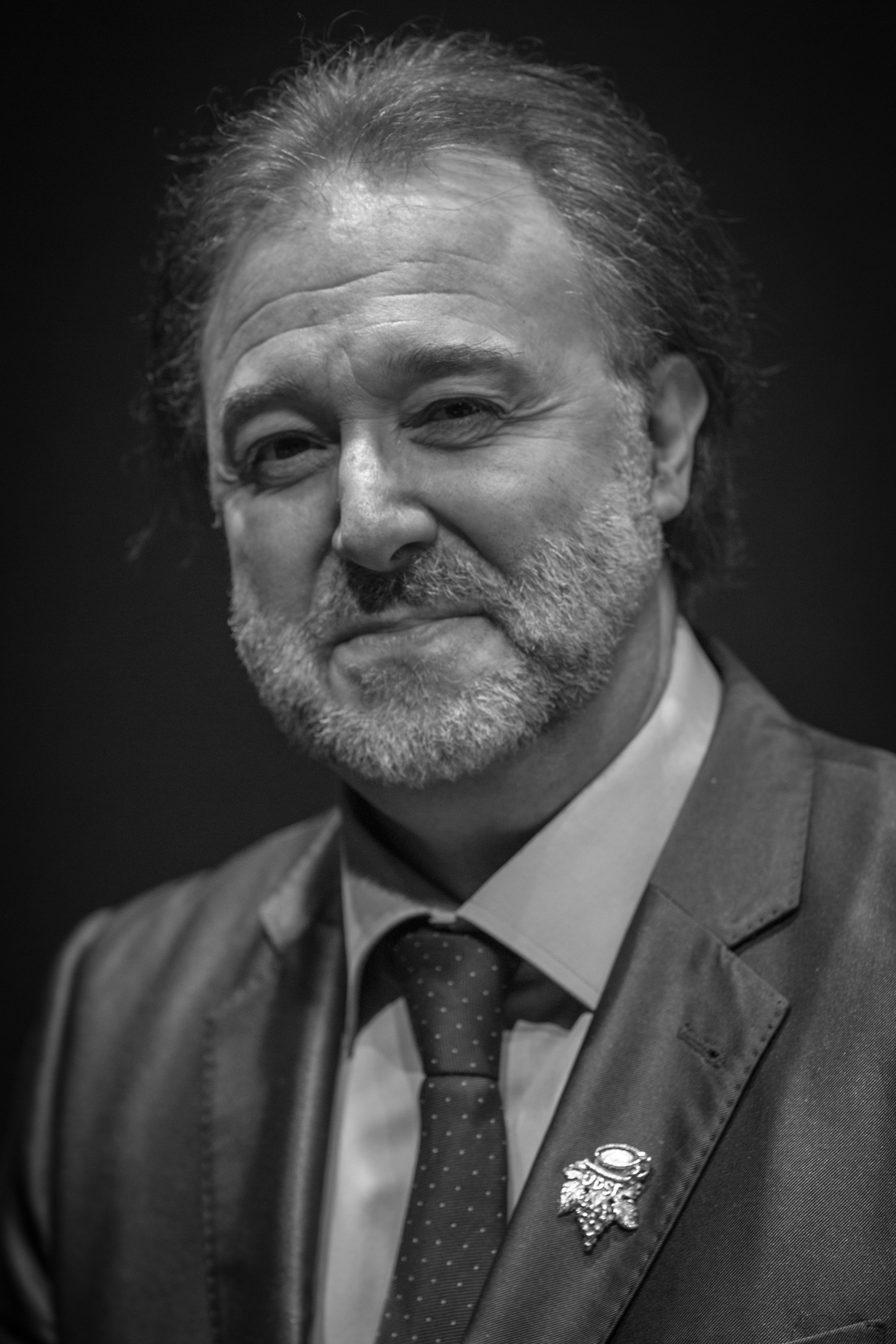
Philippe Faure-Brac (1992)
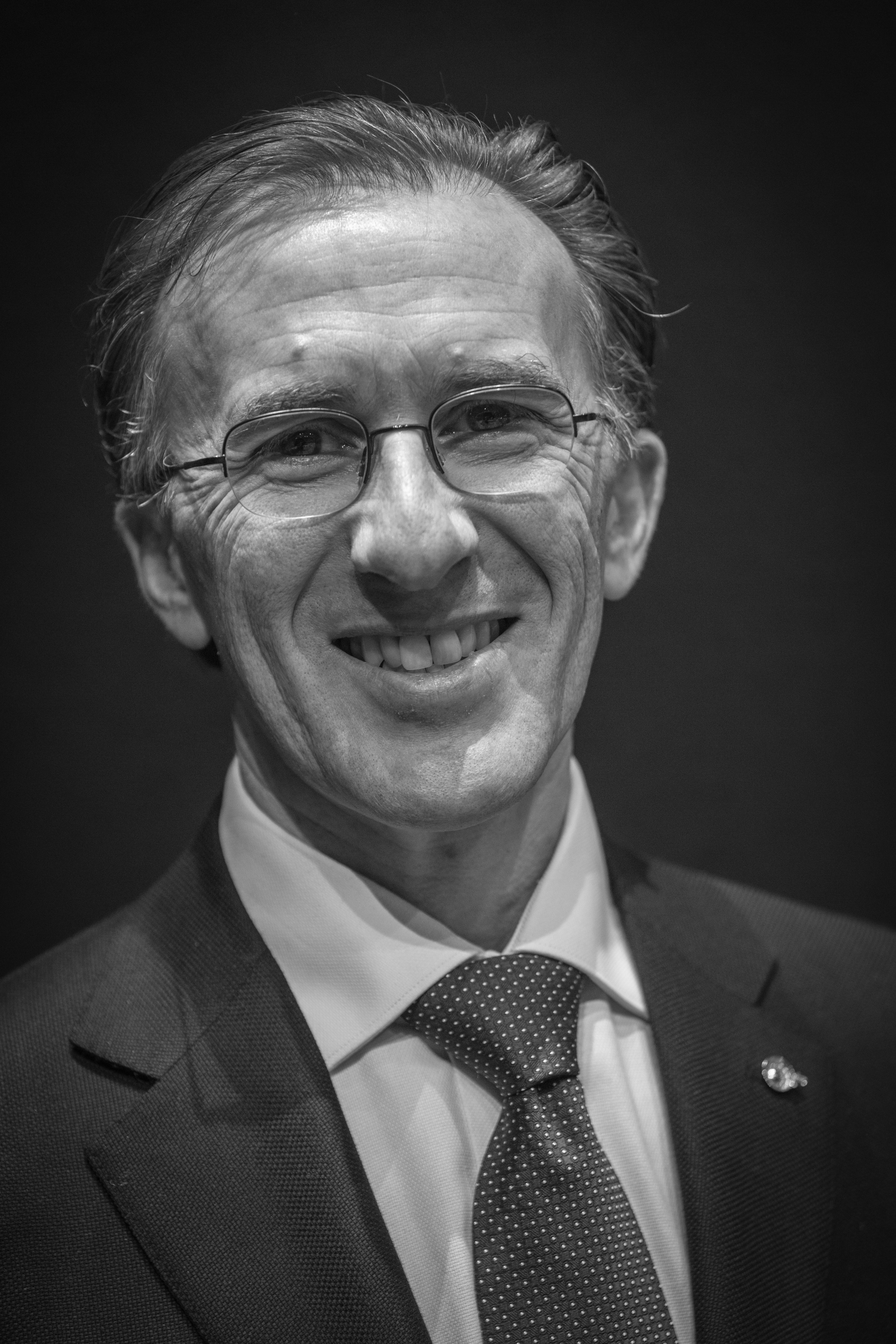
Paolo Basso (2013)
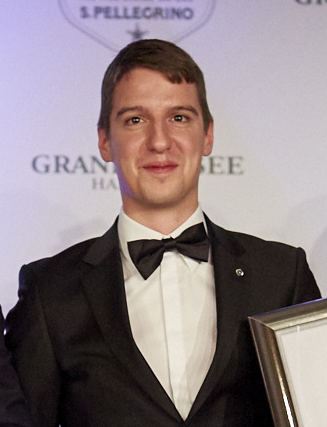
Marc Almert (2019)

Institué depuis 1983, en remplacement du Concours International des Échansons qui se tenait depuis 1969, le Concours du Meilleur sommelier du monde se tient tous les trois ans, exception faite pour 2001 qui a été avancé en 2000. Il est organisé par l’Association de la Sommellerie Internationale (ASI), dont le siège est à Paris, dans l’un des états membres de la structure, afin de faire mieux connaitre la profession et de favoriser le perfectionnement de la profession par le biais d'une saine émulation.
| #  | Dates       | A.   | Vainqueur           | N1                     | Deuxième                | N2                     | Troisième                  | N3                                          | Ville hôte     | P.                     | C. |
| -- | ----------- | ---- | ------------------- | ---------------------- | ----------------------- | ---------------------- | -------------------------- | ------------------------------------------- | -------------- | ---------------------- | -- |
| 1  |             | 1969 | Armand Melkonian    | Drapeau de la France   | Jean-Marie Stoeckel     | Drapeau de la France   | Paul Brunet                | Drapeau de la France                        | Bruxelles      | Drapeau de la Belgique |    |
| 2  |             | 1971 | Piero Sattanino     | Drapeau de l'Italie    | -                       | -                      | -                          | -                                           | Milan          | Drapeau de l'Italie    |    |
| 3  |             | 1978 | Giuseppe Vaccarini  | Drapeau de l'Italie    | Jean-Claude Jambon      | Drapeau de la France   | Arménio de Jesus Fernandes | Drapeau du Portugal                         | Estoril        | Drapeau du Portugal    |    |
| 4  | février     | 1983 | Jean-Luc Pouteau    | Drapeau de la France   | José de Brito Fernandes | Drapeau du Portugal    | -                          | -                                           | Bruxelles      | Drapeau de la Belgique | 37 |
| 5  | 30/10       | 1986 | Jean-Claude Jambon  | Drapeau de la France   | Bruno Casetta           | Drapeau de l'Italie    | Alain Rosier               | Drapeau de la France                        | Venise         | Drapeau de l'Italie    |    |
| 6  | 27/02       | 1989 | Serge Dubs          | Drapeau de la France   | Marc Wattier            | Drapeau de la Belgique | Eddy Furlan                | Drapeau de l'Italie                         | Paris          | Drapeau de la France   | 30 |
| 7  | 05/09       | 1992 | Philippe Faure-Brac | Drapeau de la France   | Gérard Basset           | Drapeau du Royaume-Uni | Didier Fiat                | Drapeau de l'Irlande                        | Rio de Janeiro | Drapeau du Brésil      | 35 |
| 8  | 15/05-16/05 | 1995 | Shinya Tasaki       | Drapeau du Japon       | Olivier Poussier        | Drapeau de la France   | François Chartier          | Drapeau du Canada                           | Tokyo          | Drapeau du Japon       | 23 |
| 9  | 06/06-07/06 | 1998 | Markus Del Monego   | Drapeau de l'Allemagne | Éric Beaumard           | Drapeau de la France   | Norbert Waldnig            | Drapeau de l'Autriche                       | Vienne         | Drapeau de l'Autriche  | 30 |
| 10 | 05/10-07/10 | 2000 | Olivier Poussier    | Drapeau de la France   | Paolo Basso             | Drapeau de la Suisse   | Alain Bélanger             | Drapeau du Canada                           | Montréal       | Drapeau du Québec      | 36 |
| 10 | 05/10-07/10 | 2000 | Olivier Poussier    | Drapeau de la France   | Paolo Basso             | Drapeau de la Suisse   | Hiroshi Ishida             | Drapeau du Japon                            | Montréal       | Drapeau du Québec      | 36 |
| 11 | 06/10-13/10 | 2004 | Enrico Bernardo     | Drapeau de l'Italie    | Gérard Basset           | Drapeau du Royaume-Uni | Hervé Pennequin            | Drapeau des États-Unis                      | Athènes        | Drapeau de la Grèce    | 43 |
| 12 | 19/05-20/05 | 2007 | Andreas Larsson     | Drapeau de la Suède    | Gérard Basset           | Drapeau du Royaume-Uni | -                          | -                                           | Rhodes         | Drapeau de la Grèce    | 45 |
| 12 | 19/05-20/05 | 2007 | Andreas Larsson     | Drapeau de la Suède    | Paolo Basso             | Drapeau de la Suisse   | -                          | -                                           | Rhodes         | Drapeau de la Grèce    | 45 |
| 12 | 19/05-20/05 | 2007 | Andreas Larsson     | Drapeau de la Suède    | Éric Zwiebel            | Drapeau de la France   | -                          | -                                           | Rhodes         | Drapeau de la Grèce    | 45 |
| 13 | 10/04-15/04 | 2010 | Gérard Basset       | Drapeau du Royaume-Uni | Paolo Basso             | Drapeau de la Suisse   | David Biraud               | Drapeau de la France                        | Santiago       | Drapeau du Chili       | 51 |
| 14 | 27/03-29/03 | 2013 | Paolo Basso         | Drapeau de la Suisse   | Véronique Rivest        | Drapeau du Canada      | Aristide Spies             | Drapeau de la Belgique                      | Tokyo          | Drapeau du Japon       | 53 |
| 15 | 16/04-19/04 | 2016 | Jon Arvid Rosengren | Drapeau de la Suède    | David Biraud            | Drapeau de la France   | Julie Dupouy               | Drapeau de l'Irlande                        | Mendoza        | Drapeau de l'Argentine | 61 |
| 16 | 10/03-15/03 | 2019 | Marc Almert         | Drapeau de l'Allemagne | Nina Jensen             | Drapeau du Danemark    | Raimonds Tomsons           | Drapeau de la Lettonie                      | Anvers         | Drapeau de la Belgique | 65 |
| 17 | 07/02-12/02 | 2023 | Raimonds Tomsons    | Drapeau de la Lettonie | Nina Jensen             | Drapeau du Danemark    | Reeze Choi                 | Drapeau de la République populaire de Chine | Paris          | Drapeau de la France   | 68 |
| 18 | Octobre     | 2026 |                     |                        |                         |                        |                            |                                             | Lisbonne       | Drapeau du Portugal    |    |

- Giuseppe Vaccarini
(1978)
- Serge Dubs
(1989)
- Philippe Faure-Brac
(1992)
- Paolo Basso
(2013)
- Marc Almert
(2019)

### Meilleur sommelier d'Europe, d'Afrique et du Moyen-Orient
Le concours du « Meilleur sommelier d'Europe » était nommé Trophée Ruinart jusqu'en 2006. Depuis 2017, ce concours est également ouvert aux sommeliers des pays africains et devient à cette occasion le concours de « Meilleur sommelier d'Europe et d'Afrique ». En 2024, le concours s'ouvre aux pays du Moyen-Orient et prend le nom de « Meilleur sommelier d'Europe, d'Afrique et du Moyen-Orient ».
| #  | Dates       | A.   | Vainqueur           | N1                     | Deuxième                          | N2                                        | Troisième                | N3                                            | Ville hôte    | P.                     | C. |
| -- | ----------- | ---- | ------------------- | ---------------------- | --------------------------------- | ----------------------------------------- | ------------------------ | --------------------------------------------- | ------------- | ---------------------- | -- |
| 1  | 07/11       | 1988 | Serge Dubs          | Drapeau de la France   | Christopher Moestue               | Drapeau de la Norvège                     | Thomas Nickels           | Drapeau de l'Allemagne                        | Reims         | Drapeau de la France   |    |
| 2  |             | 1990 | Mikael Söderström   | Drapeau de la Suède    | Jean-Claude Ruet                  | Drapeau de la France                      | Gérard Basset            | Drapeau du Royaume-Uni                        | Reims         | Drapeau de la France   |    |
| 3  |             | 1992 | Bernd Kreis         | Drapeau de l'Allemagne | Jean-Claude Ruet                  | Drapeau de la France                      | Gérard Basset            | Drapeau du Royaume-Uni                        | Reims         | Drapeau de la France   |    |
| 4  |             | 1994 | Éric Beaumard       | Drapeau de la France   | Frank Kämmer                      | Drapeau de l'Allemagne                    | Myriam Broggi            | Drapeau de la Suisse                          | Reims         | Drapeau de la France   |    |
| 5  | 13/10       | 1996 | Gérard Basset       | Drapeau du Royaume-Uni | Éric Duret                        | Drapeau de la France                      | Roberto Gardini          | Drapeau de l'Italie                           | Reims         | Drapeau de la France   | 25 |
| 6  | 27/09       | 1998 | Éric Duret          | Drapeau de la France   | Enrico Bernardo                   | Drapeau de l'Italie                       | Jürgen Fendt             | Drapeau de l'Allemagne                        | Reims         | Drapeau de la France   | 30 |
| 7  | 17/05-18/05 | 2000 | Franck Thomas       | Drapeau de la France   | Enrico Bernardo Jonas H. Röjerman | Drapeau de l'Italie · Drapeau de la Suède | -                        | -                                             | Reims         | Drapeau de la France   | 30 |
| 8  | 15/05-16/05 | 2002 | Enrico Bernardo     | Drapeau de l'Italie    | Jonas H. Röjerman                 | Drapeau de la Suède                       | Henri Chapon             | Drapeau de la France                          | Reims         | Drapeau de la France   | 33 |
| 9  | 05/05-06/05 | 2004 | Andreas Larsson     | Drapeau de la Suède    | Paolo Basso                       | Drapeau de la Suisse                      | Dominique Laporte        | Drapeau de la France                          | Reims         | Drapeau de la France   | 35 |
| 10 | 17/05-18/05 | 2006 | Robert Lie          | Drapeau de la Norvège  | Paolo Basso                       | Drapeau de la Suisse                      | Éric Zwiebel             | Drapeau de la France                          | Reims - Paris | Drapeau de la France   | 34 |
| 11 | 17/05-19/05 | 2008 | İsa Bal (tr)        | Drapeau de la Turquie  | Paolo Basso                       | Drapeau de la Suisse                      | Éric Zwiebel             | Drapeau de la France                          | Sofia         | Drapeau de la Bulgarie | 30 |
| 12 | 20/11-23/11 | 2010 | Paolo Basso         | Drapeau de la Suisse   | David Biraud                      | Drapeau de la France                      | Matteo Ghiringhelli      | Drapeau de l'Italie                           | Strasbourg    | Drapeau de la France   | 35 |
| 13 | 26/09-30/09 | 2013 | Jon Arvid Rosengren | Drapeau de la Suède    | David Biraud                      | Drapeau de la France                      | Julia Scavo              | Drapeau de la Roumanie                        | Sanremo       | Drapeau de l'Italie    | 36 |
| 14 | 08/05-13/05 | 2017 | Raimonds Tomsons    | Drapeau de la Lettonie | Piotr Pietras                     | Drapeau de la Pologne                     | David Biraud Julia Scavo | Drapeau de la France · Drapeau de la Roumanie | Vienne        | Drapeau de l'Autriche  | 37 |
| 15 | 15/11-19/11 | 2021 | Salvatore Castano   | Drapeau de l'Italie    | Nina Jensen                       | Drapeau du Danemark                       | Sovad Zlatic             | Drapeau de l'Autriche                         | Limassol      | Drapeau de Chypre      | 34 |
| 16 | 10/11-15/11 | 2024 | Mikk Parre          | Drapeau de l'Estonie   | Pascaline Lepeltier               | Drapeau de la France                      | Martynas Pravilonis      | Drapeau de la Lituanie                        | Belgrade      | Drapeau de la Serbie   | 41 |

### Meilleur sommelier des Amériques
Le concours était nommé Trophée Ruinart jusqu'en 2004.
| # | Dates       | A.   | Vainqueur              | N1                     | Deuxième              | N2                     | Troisième              | N3                     | Ville hôte      | P.                     | C. |
| - | ----------- | ---- | ---------------------- | ---------------------- | --------------------- | ---------------------- | ---------------------- | ---------------------- | --------------- | ---------------------- | -- |
| 1 | 05/05-06/05 | 2004 | Ghislain Caron         | Drapeau du Canada      | Dionisio Pinto Chaves | Drapeau du Brésil      | Frederick Dexheimer    | Drapeau des États-Unis | Reims           | Drapeau de la France   |    |
| 2 | 31/05-01/06 | 2009 | Elyse Lambert (d)      | Drapeau du Canada      | Véronique Rivest      | Drapeau du Canada      | Guilherme Corrêa       | Drapeau du Brésil      | Buenos Aires    | Drapeau de l'Argentine | 15 |
| 3 | 23/10-24/10 | 2012 | Véronique Rivest (d)   | Drapeau du Canada      | Thiago Locatelli      | Drapeau du Brésil      | Ian Cauble             | Drapeau des États-Unis | Bento Gonçalves | Drapeau du Brésil      | 19 |
| 4 | 18/04-24/04 | 2015 | Paz Levinson           | Drapeau de l'Argentine | Marcelo Pino          | Drapeau du Chili       | Luis Morones           | Drapeau du Mexique     | Santiago        | Drapeau du Chili       | 20 |
| 5 | 21/05-24/05 | 2018 | Pier-Alexis Soulière   | Drapeau du Canada      | Martín Bruno          | Drapeau de l'Argentine | Carl Villeneuve-Lepage | Drapeau du Canada      | Montréal        | Drapeau du Canada      | 20 |
| 6 | 16/02-19/02 | 2022 | Valeria Gamper         | Drapeau de l'Argentine | Hugo Duchesne         | Drapeau du Canada      | Martín Bruno           | Drapeau de l'Argentine | Santiago        | Drapeau du Chili       | 20 |
| 7 | 17/02-21/02 | 2025 | Joris Gutierrez Garcia | Drapeau du Canada      | Mark Guillaudeu       | Drapeau des États-Unis | Nicolas Reines         | Drapeau de la Colombie | Santa Rosa (CA) | Drapeau des États-Unis | 16 |

### Meilleur sommelier d'Asie et d'Océanie
| # | Dates       | A.   | Vainqueur      | N1                     | Deuxième            | N2                                          | Troisième          | N3                     | Ville hôte   | P.                                          | C. |
| - | ----------- | ---- | -------------- | ---------------------- | ------------------- | ------------------------------------------- | ------------------ | ---------------------- | ------------ | ------------------------------------------- | -- |
| 1 | 15/11-18/11 | 2009 | Satoru Mori    | Drapeau du Japon       | Franck Moreau       | Drapeau de l'Australie                      | Nobuhiro Tani      | Drapeau du Japon       | Osaka        | Drapeau du Japon                            | 20 |
| 2 | 07/05-09/05 | 2012 | Franck Moreau  | Drapeau de l'Australie | Nobuhide Tani       | Drapeau du Japon                            | Yoichi Sato        | Drapeau du Japon       | Daejeon      | Drapeau de la Corée du Sud                  | 19 |
| 3 | 04/11-07/11 | 2015 | Hiroshi Ishida | Drapeau du Japon       | Ho Pong Wallace Lo  | Drapeau de la République populaire de Chine | Banjo-Harris Plane | Drapeau de l'Australie | Hong Kong    | Drapeau de la République populaire de Chine | 18 |
| 4 | 15/10-18/10 | 2018 | Wataru Iwata   | Drapeau du Japon       | Reeze Choi Kam Fung | Drapeau de la République populaire de Chine | Justin Ho Li Vern  | Drapeau de la Malaisie | Kyoto        | Drapeau du Japon                            | 24 |
| 5 | 07/11-09/11 | 2022 | Mason Ng       | Drapeau de Singapour   | Andrea Martinisi    | Drapeau de la Nouvelle-Zélande              | Loïc Avril         | Drapeau de l'Australie | Tokyo        | Drapeau du Japon                            | 26 |
| 6 | 07/09-10/09 | 2025 |                |                        |                     |                                             |                    |                        | Kuala Lumpur | Drapeau de la Malaisie                      | 14 |

### Grand Prix Sopexa du Meilleur Sommelier International en Vins & Spiritueux de France
Liste des lauréats :
- 1986 : Philippe Nusswitz ( France)
- 1988 : Larry Stone ( États-Unis)
- 1990 : Olivier Poussier ( France)
- 1992 : Gérard Basset ( France)
- 1994 : François Chartier ( Canada)
- 1997 : Joseph Spellman ( États-Unis)

## France

### Meilleur sommelier de France

#### Catégorie Sommelier

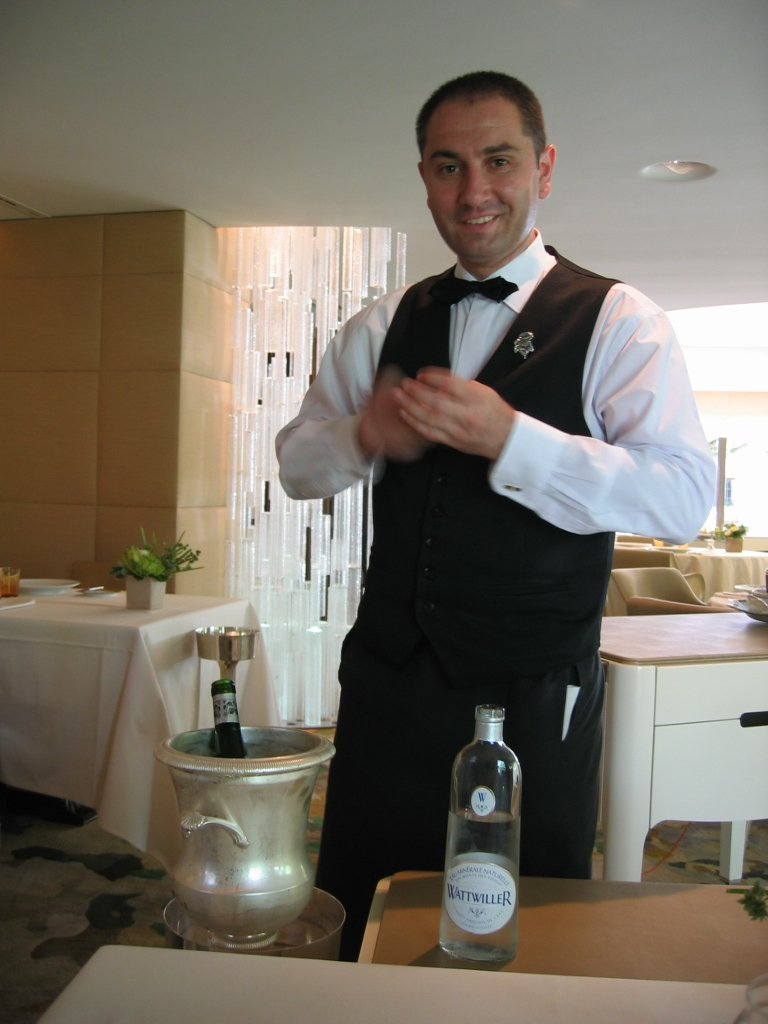
Pascal Leonetti (2006)
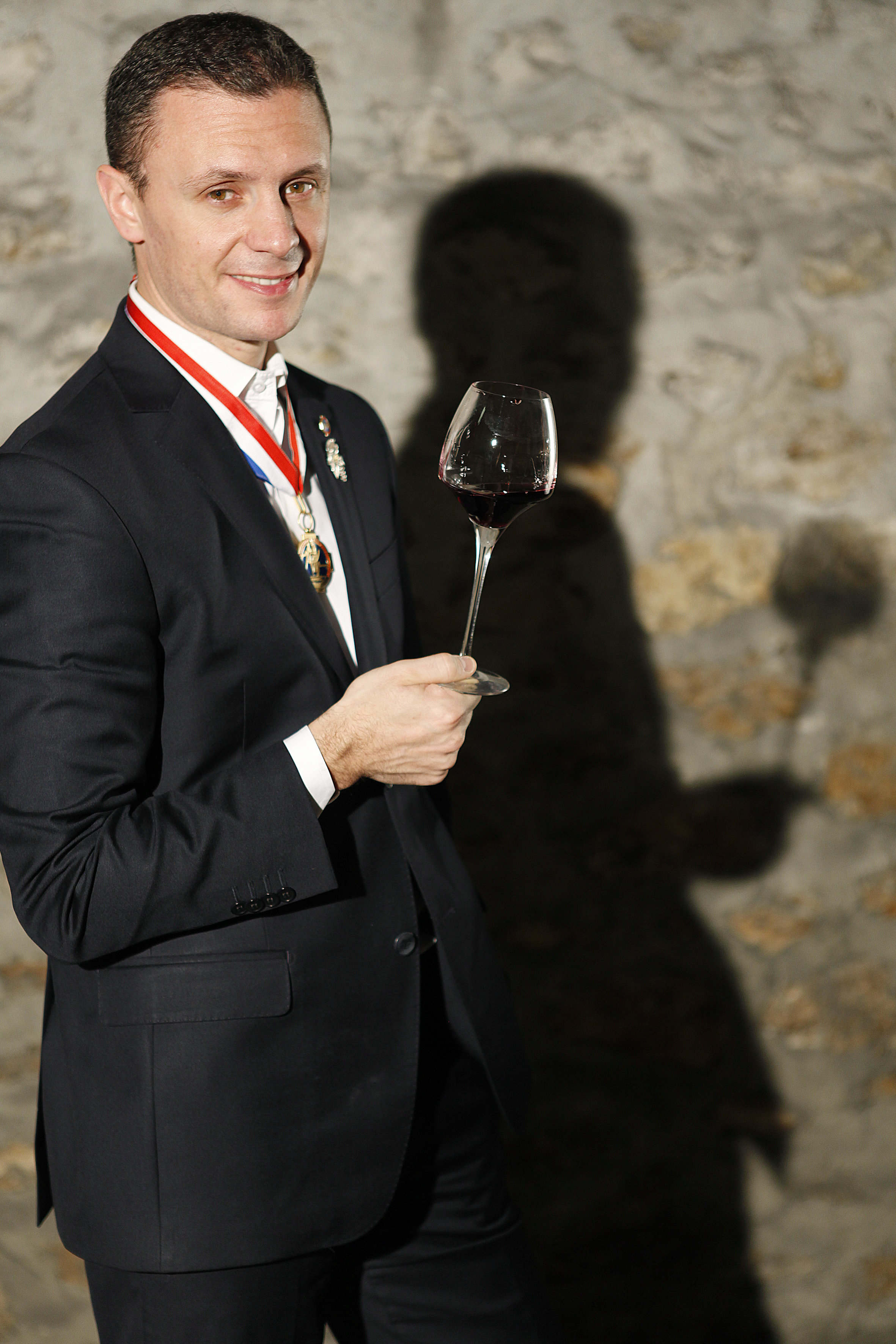
Manuel Peyrondet (2008)
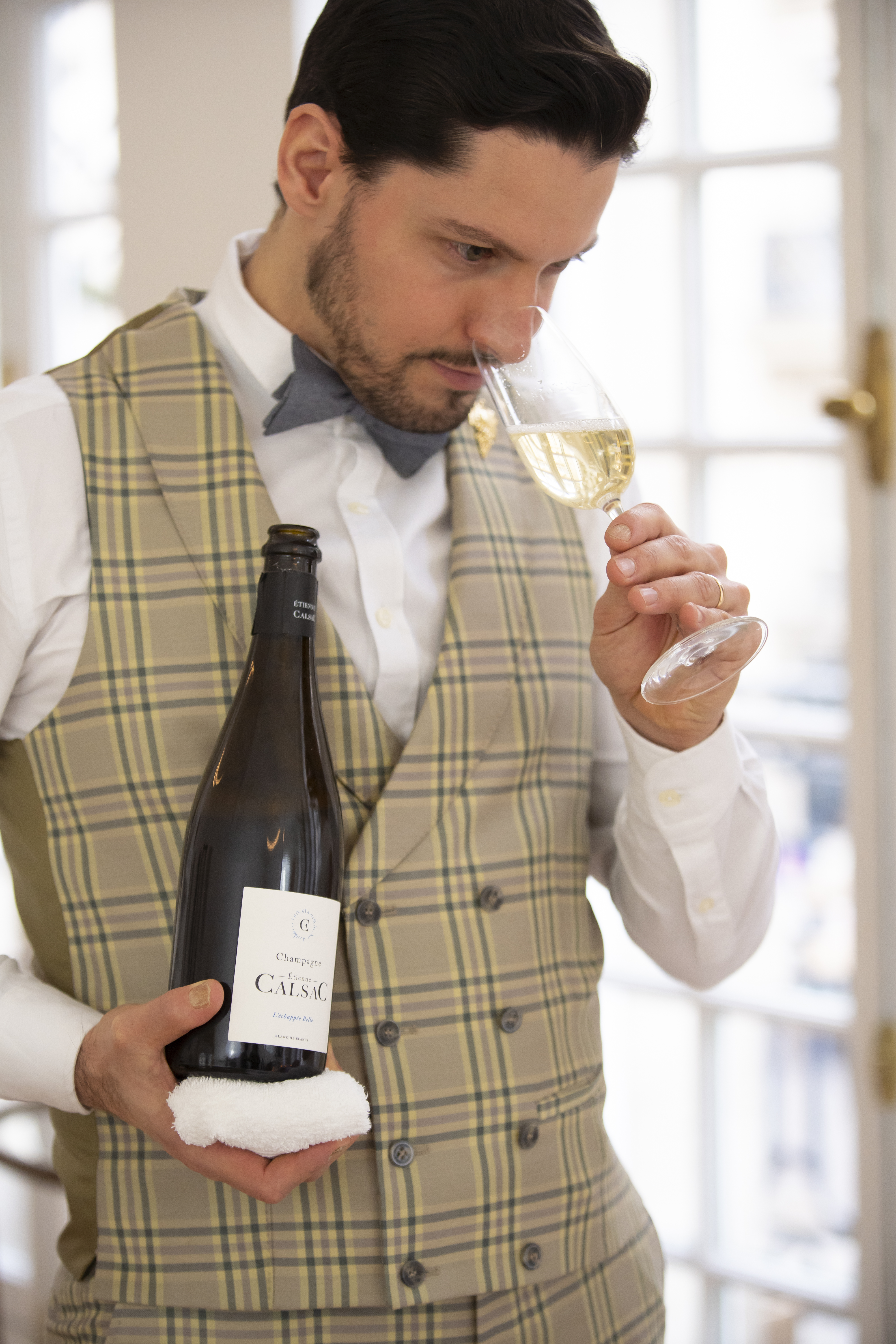
Florent Martin (2020)

Liste des lauréats,, :
- 1961 : Jean Chauchée
- 1962 : Henri Guygot
- 1963 : M. Rouby
- 1964 : Guy Blandin
- 1966 : Paul Brunet
- 1967 : Louis Le Bail
- 1968 : Armand Melkonian
- 1970 : Gérard Renoux
- 1972 : Jean-Marie Stoeckel
- 1974 : Jean-Claude Jambon
- 1976 : Albert Golay
- 1978 : Philippe Bourguignon
- 1980 : Georges Pertuiset
- 1983 : Serge Dubs
- 1986 : Philippe Nusswitz
- 1988 : Philippe Faure-Brac
- 1990 : Olivier Poussier
- 1992 : Éric Beaumard
- 1994 : Lyonel Leconte
- 1996 : Richard Bernard
- 2000 : Franck Thomas
- 2002 : David Biraud
- 2004 : Dominique Laporte
- 2006 : Pascal Leonetti
- 2008 : Manuel Peyrondet
- 2010 : Benjamin Roffet
- 2012 : Romain Iltis
- 2014 : Jonathan Bauer Monneret
- 2016 : Gaëtan Bouvier
- 2018 : Pascaline Lepeltier
- 2020 : Florent Martin[n 1]
- 2022 : Xavier Thuizat
- 2024 : Bastien Debono

- Pascal Leonetti
(2006)
- Manuel Peyrondet
(2008)
- Florent Martin
(2020)

#### Catégorie Maitre d'Hôtel-Sommelier
Liste des lauréats, :
- 1962 : Gérard Angelovicci
- 1963 : Roger Brunet
- 1964 : Paul Brunet
- 1976 : Jean-Luc Pouteau
- 1978 : Marcel Perinet
- 1980 : Gilbert Mestrallet
- 1983 : Gérard Mallet

#### Catégorie Restaurateur-Sommelier
Liste des lauréats, :
- 1962 : Roger Borgeot
- 1963 : Georges Pleynet
- 1964 : Roger Bertucat
- 1966 : André Jeunet
- 1970 : Jean Proye
- 1972 : François Lepelley
- 1974 : Jean-Luc Erta
- 1976 : Alain Rosier
- 1978 : Danièle Carre-Cartal
- 1980 : Maryse Allarousse
- 1983 : Jean-Luc Feutry

### Meilleur ouvrier de France Sommelier
Promotion 2000
- Arnaud Chambost
- Éric Duret
- Christian Pechoutre
- Franck Thomas

Promotion 2004,
- David Biraud
- Dominique Laporte
- Christophe Tassan

Promotion 2007,
- Laurent Derhé
- John Euvrard
- Fabrice Sommier

Promotion 2011,
- Bruno Meril
- Antoine Pétrus
- Manuel Peyrondet
- Benjamin Roffet

Promotion 2015,
- Romain Iltis
- Pascal Paulze
- Philippe Troussard
- Denis Verneau
- Philippe Faure-Brac (Honoris Causa)

Promotion 2018
- Éric Goettelmann
- Jean-Baptiste Klein
- Pascaline Lepeltier
- Nicolas Vialettes
- Paul Brunet (Honoris Causa)

Promotion 2022
- Gaëtan Bouvier
- Florent Martin
- Xavier Thuizat

### Meilleur jeune sommelier de France
Initialement nommé Trophée Ruinart, Trophée Duval-Leroy depuis 2009.
Liste des lauréats, :
- 1979 : Pierre Paillardon
- 1980 : Anne-Marie Quaranta
- 1981 : Hervé Bizeul
- 1982 : Christian Péchoutre
- 1983 : Didier Bordas
- 1984 : Philippe Faure-Brac
- 1985 : Jean-Jacques Place
- 1986 : Gilles Hascoet
- 1987 : Éric Beaumard
- 1988 : Jean-Claude Ruet
- 1989 : Hervé Pennequin
- 1990 : David Kaminski
- 1991 : Lyonel Leconte
- 1992 : Stéphane Debaille
- 1993 : Marlène Vendramelli
- 1994 : Christophe Salvatore
- 1995 : Franck Thomas
- 1996 : Richard Bernard
- 1997 : Dominique Laporte
- 1998 : David Biraud
- 1999 : Anthony Ravat
- 2000 : Aurélien Blanc
- 2001 : Giovanna Rapali
- 2003 : Pascal Leonetti
- 2005 : Manuel Peyrondet
- 2007 : Antoine Pétrus
- 2009 : Jonathan Bauer Monneret
- 2011 : Jean-Baptiste Klein
- 2013 : Maxime Brunet
- 2015 : Pierre Jacob
- 2017 : Quentin Vauléon
- 2019 : Charlotte Guyot
- 2021 : Clément Delécluse
- 2023 : Marie Wodecki
- 2025 : Louis Le Conte

### Master of Port
Le titre de « Master of Port » est attribué en France à un sommelier de vins de Porto. Le premier « Master of Port » a été lancé en 1988 à l’initiative du Champagne Taittinger. Il est organisé par le SGMP (Syndicat des Grandes Marques de Porto) en France avec le soutien technique de l'UDSF (Union De la Sommellerie Française) et l'Institut des Vins du Douro et de Porto en associant des marques de porto.
Liste des lauréats, :
- 1988 : Serge Dubs
- 1989 : Jean-Marc Burg
- 1990 : Stéphane Trapier
- 1991 : Éric Dugardin
- 1992 : Jean-Christophe Renaut
- 1993 : Octavio Benedito Martins Ferreira
- 1994 : François-Xavier Bernard
- 1996 : Charles-André Charrier
- 1998 : Dominique Laporte
- 1999 : Arnaud Fatôme
- 2002 : Frédérique Schaaf
- 2006 : Manuel Peyrondet
- 2008 : Romain Iltis
- 2010 : Fabrice Sommier
- 2012 : Bertrand Bijasson
- 2015 : Denis Verneau et Michel Hermet (Honoris Causa)
- 2017 : Julia Scavo
- 2019 : Gaëtan Bouvier et Antoine Woerle (Honoris Causa)
- 2021 : Bastien Debono
- 2023 : Frédéric Schaetzel
- 2025 : Concours prévu le 24 novembre 2025

## Canada

### Meilleur sommelier du Canada
Liste des lauréats :
- 2006 : Véronique Rivest
- 2012 : Véronique Rivest
- 2015 : Élyse Lambert
- 2017 : Carl Villeneuve Lepage
- 2020 : Pier-Alexis Soulière[n 2]
- 2023 : Joris Gutierrez Garcia

### Meilleur sommelier du Québec
Liste des lauréats :
- 1990 : François Chartier
- 1991 : François Chartier
- 1993 : Jean-Philippe Lefèbvre
- 1995 : Alain Bélanger
- 1997 : Patrice Tinguy
- 1999 : Ghislain Caron
- 2001 : Guy Lelièvre
- 2004 : Élyse Lambert
- 2006 : Véronique Rivest
- 2009 : Bertrand Eichel
- 2011 : Stéphane Leroux
- 2014 : Carl Villeneuve Lepage
- 2017 : Pier-Alexis Soulière
- 2020 : Hugo Duchesne
- 2023 : Joris Gutierrez Garcia

## Belgique

### Meilleur sommelier de Belgique
Liste des lauréats :
- 1960 : Louis Dobbelaere
- 1961 : Oreste Bonola
- 1962 : Jean Everard
- 1963 : Louis Wynants/Ludwig Kloek
- 1964 : Mathilde Capro/Herman Pevenage
- 1965 : André Van Hauwermeiren/François Stas
- 1966 : Fernand Delpire
- 1967 : Alexandre Lefevere/Paul Hicter
- 1968 : Willy Van Hauwermeiren/Elisabeth Mabille
- 1969 : André Gorissen
- 1970 : Jacky Zia
- 1971 : Roland Verbraeken
- 1972 : Werner Desutter
- 1973 : John Naessens
- 1974 : Philippe Dekens
- 1975 : Christian Lambert
- 1976 : Noël Pauwels
- 1977 : Guido Simons
- 1978 : Carlo Zecchin
- 1979 : Hervé Debelle
- 1980 : Harold Follet
- 1981 : Jean-Marie Maes
- 1982 : Herman De Dapper
- 1983 : Hugo Steels
- 1984 : Benoit Rousse
- 1985 : Frank Desmedt
- 1986 : Marc Wattier
- 1987 : Maurizio
- 1988 : Eric Boschman
- 1989 : Gérard Garroy
- 1990 : Guido Francque
- 1991 : William Wouters (Pazzo)
- 1992 : Dominique Gobert
- 1993 : Lode Heynderickx
- 1994 : Eddy Dandrimont
- 1995 : Lieuwe Ribbens
- 1996 : John Sterckx
- 1997 : Marcel Troisfontaine
- 1998 : Michel Delrée
- 1999 : Xavier Faber
- 2000 : Bob Zaman
- 2001 : Luk De Rooze
- 2002 : William Wouters
- 2003 : Stijn Van der Beken
- 2004 : Joachim Boudens
- 2005 : Yann Satin
- 2006 : Stefaan Camerlinck
- 2007 : Aristide Spies
- 2008 : Kees Dobbelaar
- 2009 : Tim Vandeput
- 2010 : Kris Lismont
- 2011 : Pieter Verheyde
- 2012 : Steven Wullaert
- 2013 : Yanick Dehandschutter
- 2014 : Antoine Lehebel
- 2015 : Benoît Couderé
- 2016 : Joery De Lille
- 2017 : Jasper Van Papeghem
- 2018 : Tom Ieven
- 2019 : Gianluca di Taranto
- 2020 : Concours annulé
- 2021 : Dries Corneillie
- 2022 : Stéphane Dardenne
- 2023 : Jeno Del Turco
- 2024 : Margaux Balemans

## Suisse

### Meilleur sommelier de Suisse
Liste des lauréats, :
- 1986 : Marc Dekegel
- 1987 : Myriam Broggi
- 1988 : Marc Perrey
- 1989 : Éric Duret
- 1990 : Jean-Marc Guelpa
- 1991 : Marc Friederich
- 1992 : Emmanuel Heydens
- 1993 : Claudio De Giorgi
- 1994 : Raffaello Bonuccelli
- 1995 : Philippe Piou
- 1996 : Ezio De Bernardi
- 1997 : Paolo Basso
- 1999 : Joseph Pargfrieder
- 2001 : Emilio Del Fante
- 2003 : Savino Angioletti
- 2005 : Christian Bock
- 2009 : Fabio Miccoli
- 2012 : Fabio Masi
- 2014 : Simone Ragusa
- 2016 : Reza Nahaboo
- 2018 : Aurélien Blanc
- 2021 : Fabien Mene
- 2025 : Mikaël Grou